# Santa María la Real de Pamplona
La imagen de Santa María la Real de Pamplona es una talla románica de madera policromada del siglo XII y cubierta en plata en el XIV que representa a la Virgen María, con añadidos posteriores como el trono y el niño Jesús. Se conserva en la Catedral de Santa María de la Asunción de Pamplona.

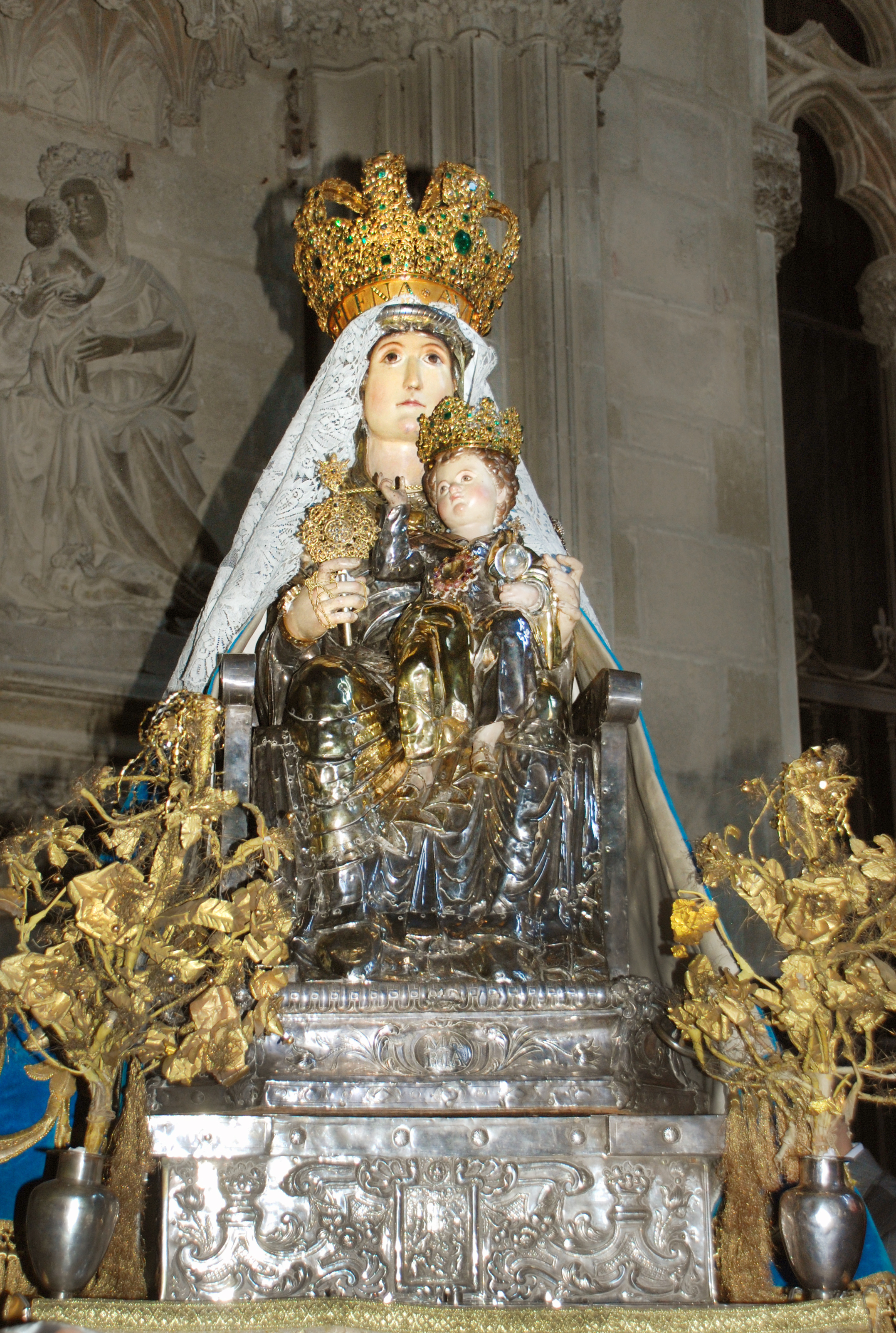
Santa María la Real sobre sus andas procesionales.

## La talla
Se considera a Santa María la Real como una de las tallas marianas más antiguas que se conserva en Navarra, junto con la del monasterio de Irache. Data del siglo XII, y está fechada con anterioridad a 1175-1185.
Se trata de una imagen sedente sobre trono (que fue añadido en el siglo XVI junto con el niño), con Jesús sentado sobre su pierna izquierda, una representación por tanto de Sedes Sepientae, en la que María sirve de trono a su hijo. Toda la talla, de 93 cm de altura, fue chapada en planta a excepción de rostro y manos, como era habitual en aquella época, por encargo de Carlos II en el siglo XIV.
Ha sido algo habitual durante varios siglos, que se vistiera la imagen con capas bordadas, velos y mantillas en fechas señaladas del calendario litúrgico. Existen grabados de época barroca en los que se puede observar cómo la imagen era totalmente cubierta y vestida, así como la del niño Jesús. Esta costumbre sigue haciéndose hoy en día en fechas importantes aunque con ciertas modificaciones. Desde su coronación canónica, en dichas fechas, se le coloca una impresionante corona real con ocho diademas de filigrana en oro, diamantes de diferentes tallas y esmeraldas, y al niño se le coloca otra corona abierta, con igual pedrería. Ambas fueron realizadas en el siglo XVIII y modificadas en 1946, con motivo de su coronación.
Es notable la colección de mantos bordados en oro y plata que se guardan de la Virgen. Era costumbre ya desde el XVI, que obispos, prelados y particulares, donasen diferentes piezas, como coronas, mantos, diademas… para ennoblecer las tallas de la virgen y el niño.

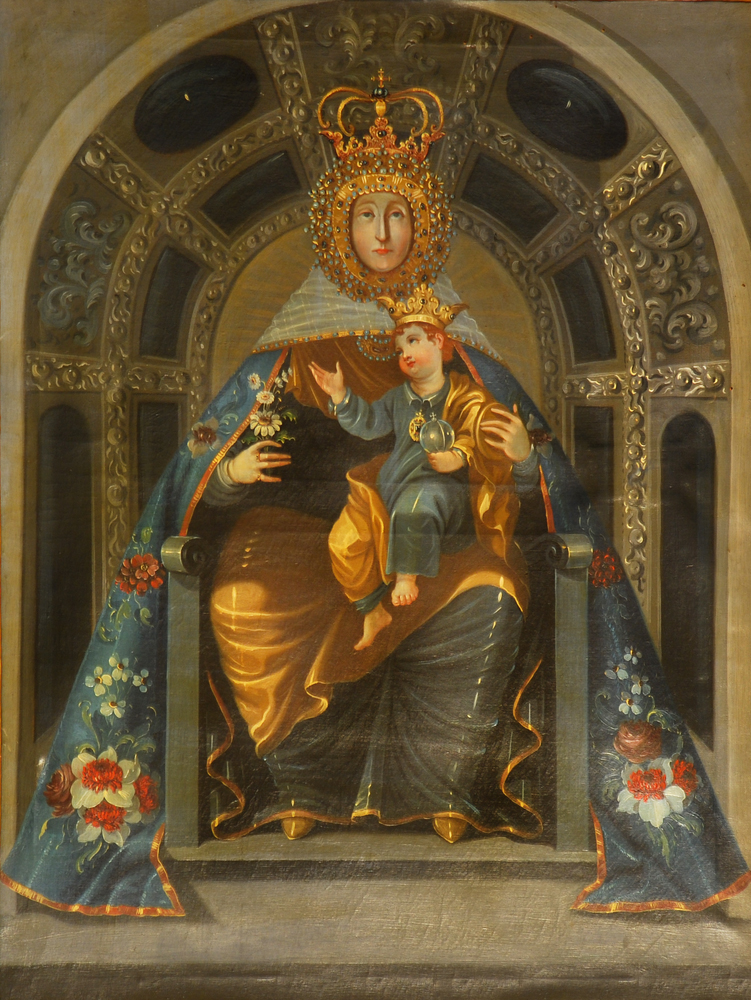
Lienzo que representa a la Virgen y que se encuentra actualmente en la Sala Capitular.

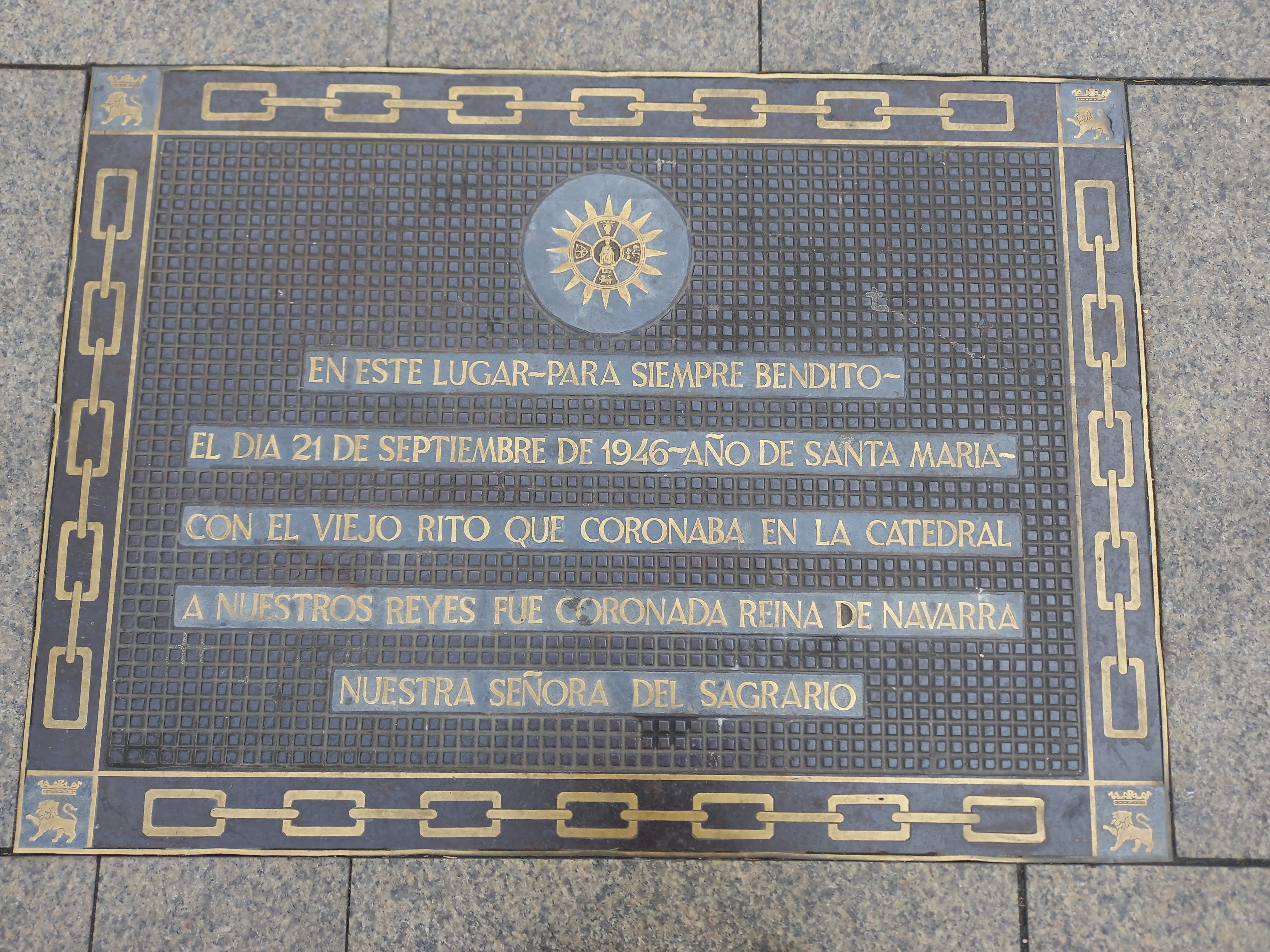
Inscripción en el lugar en que fue coronada canónicamente la imagen de Santa María la Real, al principio de la Avenida de Carlos III de Pamplona, junto a la Plaza del Castillo.

## Su título y denominación
A lo largo de los tiempos, se ha ido denominando de diferente forma a la titular de la catedral pamplonesa. David Ascorbe, técnico del Archivo Catedral y del Archivo Diocesano de Pamplona, afirma que «la imagen titular de la seo pamplonesa ha sido conocida, a lo largo de los siglos, por numerosas advocaciones» para, a continuación, enumerar aquellas que han dejado una huella documental como son: Nuestra Señora del Sagrario, Santa María la Real, Santa María de Pamplona, Santa María la Blanca, Nuestra Señora de los Reyes y la Virgen del Medio Agosto.
Antiguamente, en época románica y gótica era conocida simplemente como Santa María o Santa María de Pamplona.
En los siglos posteriores, se le denominó Virgen del Sagrario. La primera referencia registrada con este nombre data del XVII. El origen del nombre es el resultado de la colocación de la figura en el nuevo retablo manierista en el presbiterio de la catedral, ya que la imagen pasó a ocupar un habitáculo de formas similares a un sagrario, que en el siglo siguiente se ennobleció con la construcción de un templete con puertas que podía ocultar la imagen. Esta no era mostrada más que en grandes ocasiones y las fiestas más importantes.
Fue a mediados del XX, cuando tras su coronación canónica, llevada a cabo con gran fausto en 1946 en la Plaza del Castillo de Pamplona, pasó a denominarse Santa María la Real. Este nuevo nombre también recuerda el hecho de que a sus pies eran coronados los reyes de Navarra.

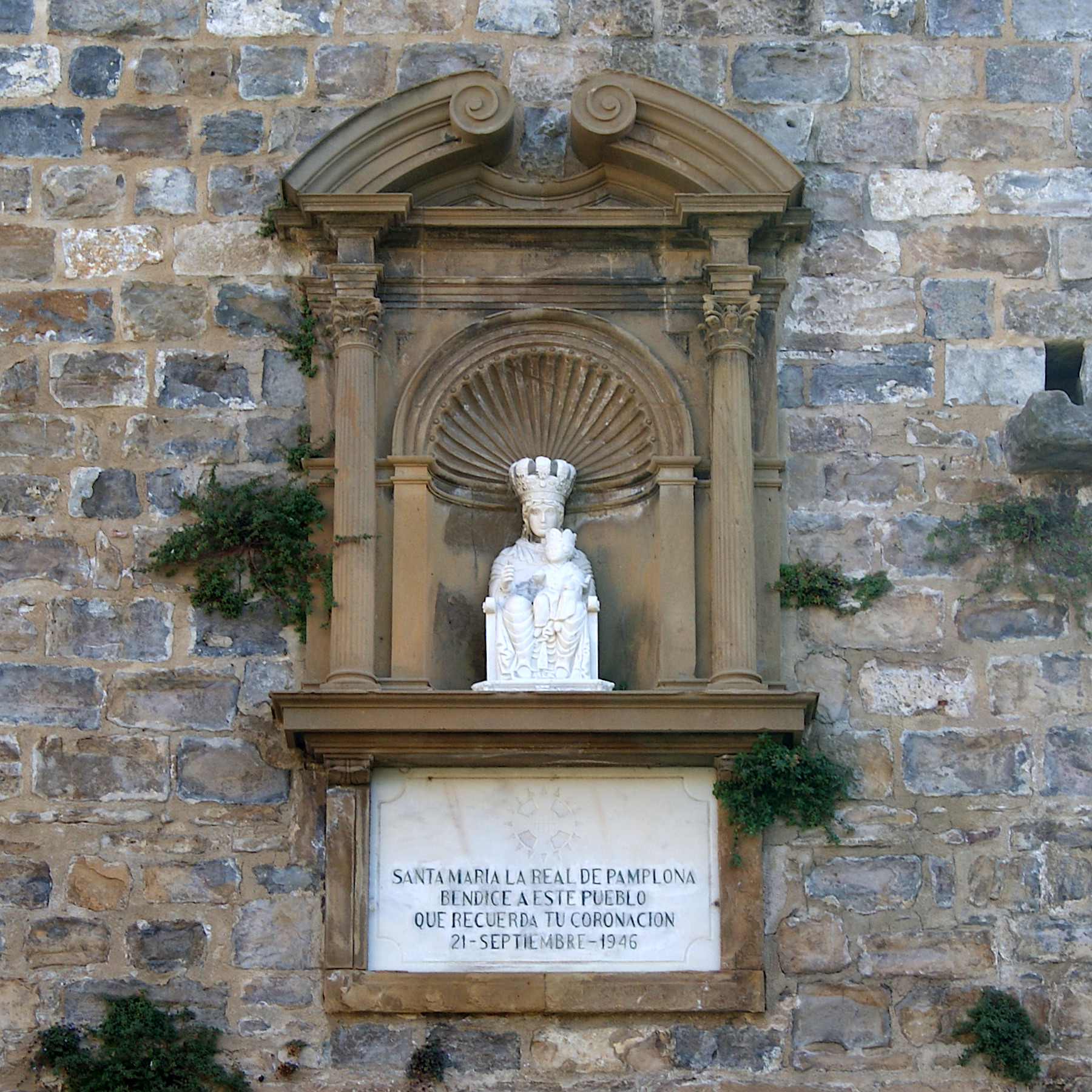
Efigie de Sta María la Real (Baluarte del Labrit), en la Plaza de Santa María la Real de Pamplona.

## Veneración
El 20 de abril de 1798, bajo  la advocación de Santa María del Sagrario -denominación en esos años de Santa María la Real- se constituyó en la catedral de Pamplona, la Cofradía de los Esclavos de María. Diariamente, a las 7:30 de la tarde, se reza en la catedral el conocido como Rosario de los Esclavos.
El día de la Asunción de la Virgen, la imagen es colocada en unas andas, y ricamente engalanada, se lleva en procesión por las naves de la iglesia catedral y por el claustro.
El Ayuntamiento de Pamplona le dedicó la plaza de Santa María la Real a la situada delante del Palacio Episcopal de Pamplona junto al Baluarte del Labrit sobre cuyo portón, en una hornacina, hay una reproducción en piedra. También se conoce dentro de la ciudad al Barrio de Santa María la Real a una parte del Barrio de la Milagrosa situada a continuación del Segundo Ensanche.